# الفهرس العام الجديد

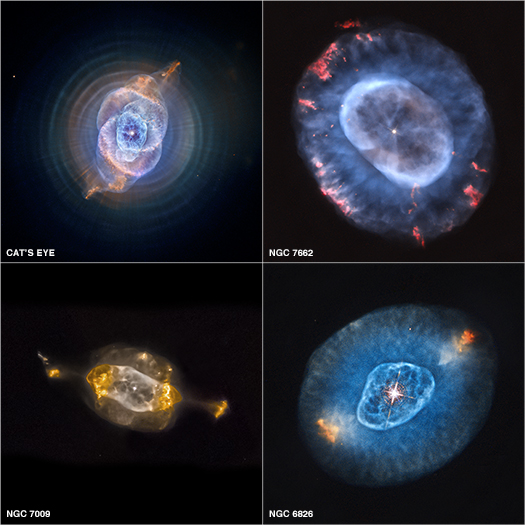
أربعة أنواع مختلفة من السدم الكوكبية. في اتجاه عقارب الساعة بدءا من أعلى اليسار: NGC 6543، NGC 7662، NGC 6826، NGC 7009.

الفهرس العام الجديد (بالإنجليزية: The New General Catalogue)‏ اختصاراً (NGC)؛ ورسمياً الفهرس العام الجديد للسدم والعناقيد النجمية (بالإنجليزية: The New General Catalogue of Nebulae and Clusters of Stars)‏ هو فهرس فلكي لأجرام السماء العميقة من إعداد وجمع جون لويس إميل دراير في عام 1888 كنسخة جديدة شاملة من فهرس جون هيرشيل المسمى الفهرس العام للسدم والعناقيد النجمية. يحتوي الفهرس على 7,840 جرم، تعرف بأجرام NGC. ويعتبر الفهرس واحداً من أشمل وأكبر الفهارس الفلكية، حيث أنه يحتوي على جميع أنواع الأجرام السماوية ولا يقتصر على نوع واحد مثل المجرات. نشر جون دراير لاحقاً في 1895 و1908 ملحقين للفهرس احتوا على 5,386 جرم سماوي جديد وأطلق عليهم اسم اللائحة المفهرسة.
يركز الفهرس على الأجرام الظاهرة في نصف الكرة الأرضية الشمالية ويصفها بدقة كبيرة، أما الأجرام الجنوبية فلم تنل نفس الدقة في الشرح والدراسة من قبل جون دراير، وكان كثيراً من الأجرام الجنوبية قد سبق شرحه من قبل جون هيرشيل أو جيمس دنلوب. احتوى الفهرس العام الجديد على أخطاءً عدة، وكانت هناك محاولات غير مكتملة أحدها كان لجاك و. سولينتك ووليام ج. تيفت التي أطلقوا عليها اسم الفهرس العام الجديد المدقق، في 1973 والأخرى باسم NGC2000.0 لروجير و. سينوت في 1988. في عام 1993، قام مشروع NGC/IC بمحاولة جادة ولكن غير مكتملة هي الأخرى لتصحيح الأخطاء الواردة في الفهرس. في 2009، أصدر الفلكي ولفغانغ ستينكي فهرساً باسم تدقيق الفهرس العام الجديد واللائحة المفهرسة.

## الفهرس الأصلي
تم تجميع الفهرس العام الجديد خلال ثمانينيات القرن التاسع عشر من قبل جون لويس إميل دراير باستخدام المشاهدات والملاحظات من فلكيين عدة من بينهم ويليام هيرشيل وابنه جون. كان دراير قد سبق له وأن نشر ملحقاً لفهرس هيرشيل فهرس العام للسدم والعناقيد (GC)، احتوى الملحق على 1,000 جرم جديد. اقترح درير في 1886 إنشاء ملحقاً جديداً للفهرس العام ولكن الجمعية الملكية الفلكية طلبت منه القيام بفهرس جديد بدلاً من ذلك. قام درير بعدها بعامين بنشر فهرسه في في مذكرات الجمعية الفلكية الملكية في عام 1888.
تجميع NGC كان التحدي بالنسبة لدراير حيث كان عليه التعامل مع العديد من التقارير الغامضة والمتناقضة نتيجة الاختلاف الكبير في فتحات المناظير المستعملة والتي تراوحت بين 2 و72 بوصة. وبالرغم من أن دراير كان يتحقق من بعض الأجرام بنفسه، فإن العدد الكبير من الأجرام المرصودة أوجب على دراير قبول تقارير فلكيون أخرون عن أجرام لم يتأكد من وجودها بنفسه. أخطأ دراير بضع مرات بالرغم من كونه حذراً في نسخه للمعلومات، واحتوى الفهرس على أخطاء أغلبها له علاقة بالموقع والوصف الخاص بالأجرام. كما كان دراير دقيقاً في نقله واستشهاده مما أتاح للفلكيين من بعده سهولة مراجعة المصادر الواردة ونشر تعديلات وتصحيحات على الفهرس الأصلي.

## الدليل المفهرس
أصدر دراير ملحقاً للفرس العام الجديد باسم الدليل المفهرس للسدم والعناقيد النجمية (اختصاراً IC) على جزئين في 1895 (الجزء الأول احتوى على 1,520 جرم) و1908 (الجزء الثاني احتوى على 3,866 جرم). لخص الملحق اكتشافات المجرات والسدم والعناقيد النجمية في الفترة ما بين 1888 و1907 والتي تم أغلبها عن طريق التصوير. أصدرت لاحقاً قائمة تصحيحات على الكتالوج المفهرس في 1912.

## مشروع NGC/IC
مشروع NGC/IC هو مشروع تعاوني تشكل في 1993 بين الفلكيين المحترفين والهواة لتحديد وبشكل صحيح جميع أجرام الفهرس العام الجديد وأجرام الدليل المفهرس الأصلية، بدءا من ملاحظات المكتشف الأصلي. وجمع الصور والبيانات الفلكية الأساسية عنها.

## الفهرس العام الجديد المنقح والدليل المفهرس
الفهرس العام الجديد المنقح والدليل المفهرس (بالإنجليزية: Revised New General Catalogue and Index Catalogue)‏ (اختصاراً RNGC/IC) هو تجميع قدمه وولفغانغ ستينيك في عام 2009. ويعتبر واحدا من أكثر المعالجات شمولا وموثوقية للفهرس العام الجديد والدليل المفهرس.